# Tvedestrand
Tvedestrand város és község (norvégul: kommune) Norvégia déli Sørlandet földrajzi régiójában, a Skagerrak tengerszoros partján, Aust-Agder megyében.

## Földrajz
Területe 204,4 km², népessége 5939 fő (2009. január 1.).

## Történelem
A községet 1838. január 1-jén hozták létre (lásd formannskapsdistrikt). 1960. január 1-jén beleolvadt az akkor 1805 lakosú Dypvåg község és a 3759 lakosú Holt. (Tvedestrandnak mindössze 868 lakosa volt). 1962. január 1-jén a Tvedestrandhoz tartozó, 375 lakosú Strengereid körzetet a szomszédos Moland községhez csatolták. A szintén Tvedestrandhoz tartozó, de lakatlan Folevatnet körzet 1984. január 1-jével Risør községhez került.

## Személyek
- Knud Knudsen (1812-1895) nyelvtudós.
- Arne Garborg (1851-1924) író. 1872-ben ő alapította, majd szerkesztette a Tvedestrandsposten című helyi újságot, amely még ma is létezik.

## Testvérvárosok
- Lysekil, Svédország

## Fordítás
- Ez a szócikk részben vagy egészben a Tvedestrand című angol Wikipédia-szócikk ezen változatának fordításán alapul.  Az eredeti cikk szerkesztőit annak laptörténete sorolja fel. Ez a jelzés csupán a megfogalmazás eredetét és a szerzői jogokat jelzi, nem szolgál a cikkben szereplő információk forrásmegjelöléseként.